# Malanea
Malanea är ett släkte av måreväxter. Malanea ingår i familjen måreväxter.

## Dottertaxa tillMalanea, i alfabetisk ordning[1]
- Malanea auyantepuiensis
- Malanea boliviana
- Malanea campylocarpa
- Malanea centralis
- Malanea chimantensis
- Malanea chocoana
- Malanea ciliolata
- Malanea cruzii
- Malanea cylindrica
- Malanea dichotoma
- Malanea duckei
- Malanea ecuadorensis
- Malanea egleri
- Malanea erecta
- Malanea evenosa
- Malanea fendleri
- Malanea forsteronioides
- Malanea gabrielensis
- Malanea glabra
- Malanea grandis
- Malanea guaiquinimensis
- Malanea harleyi
- Malanea hirsuta
- Malanea hypoleuca
- Malanea jauaensis
- Malanea martiana
- Malanea microphylla
- Malanea obovata
- Malanea panurensis
- Malanea pariensis
- Malanea ptariensis
- Malanea sanluisensis
- Malanea sarmentosa
- Malanea schomburgkii
- Malanea setulosa
- Malanea sipapoensis
- Malanea spicata
- Malanea subtruncata
- Malanea tafelbergensis
- Malanea ueiensis
- Malanea ursina